# Ägyptische Ochsenzunge
Die Ägyptische Ochsenzunge (Anchusa aegyptiaca) ist eine Pflanzenart aus der Gattung der Ochsenzungen (Anchusa) innerhalb der Familie der Raublattgewächse (Boraginaceae).

## Beschreibung

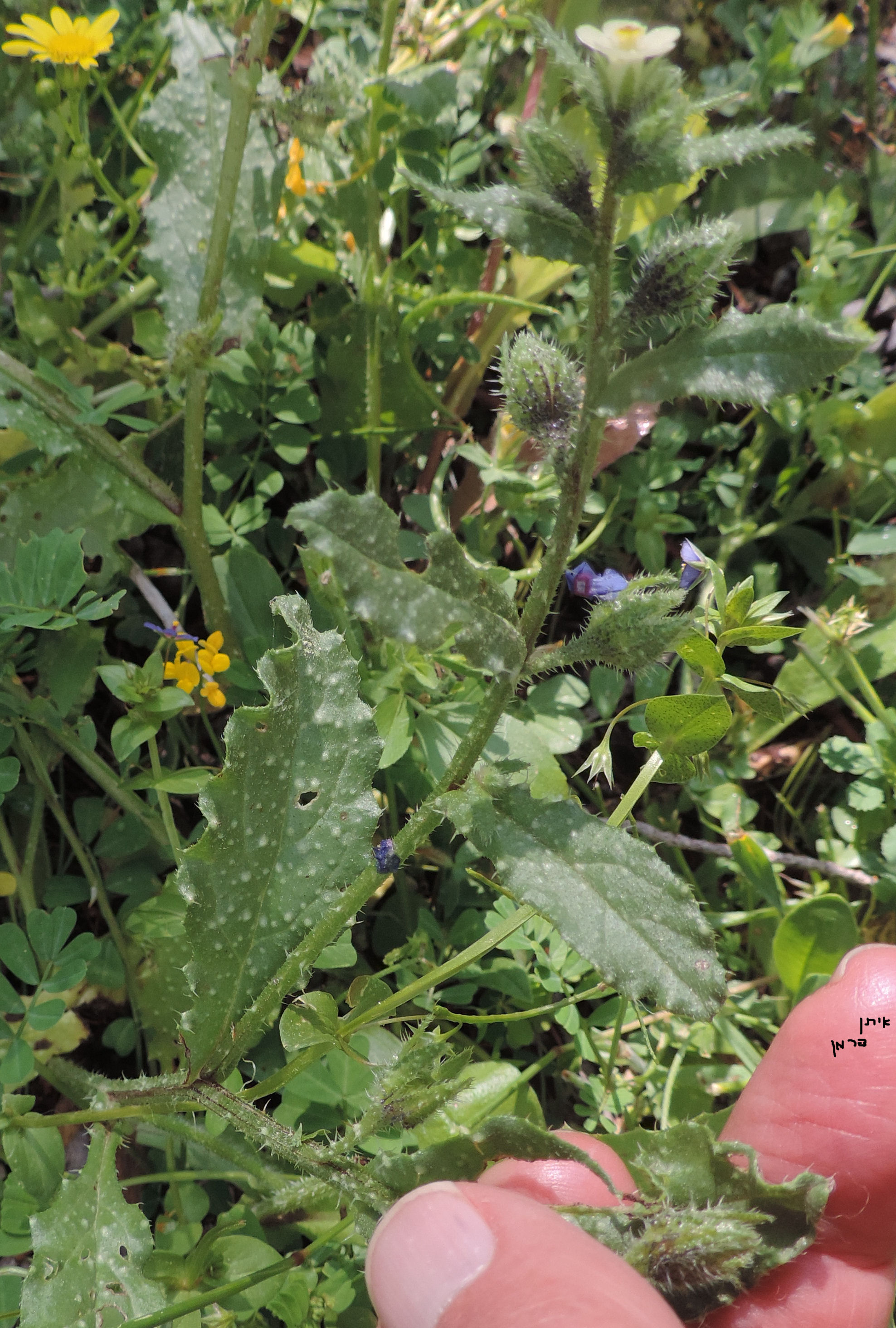
Ägyptische Ochsenzunge, blühend und fruchtend

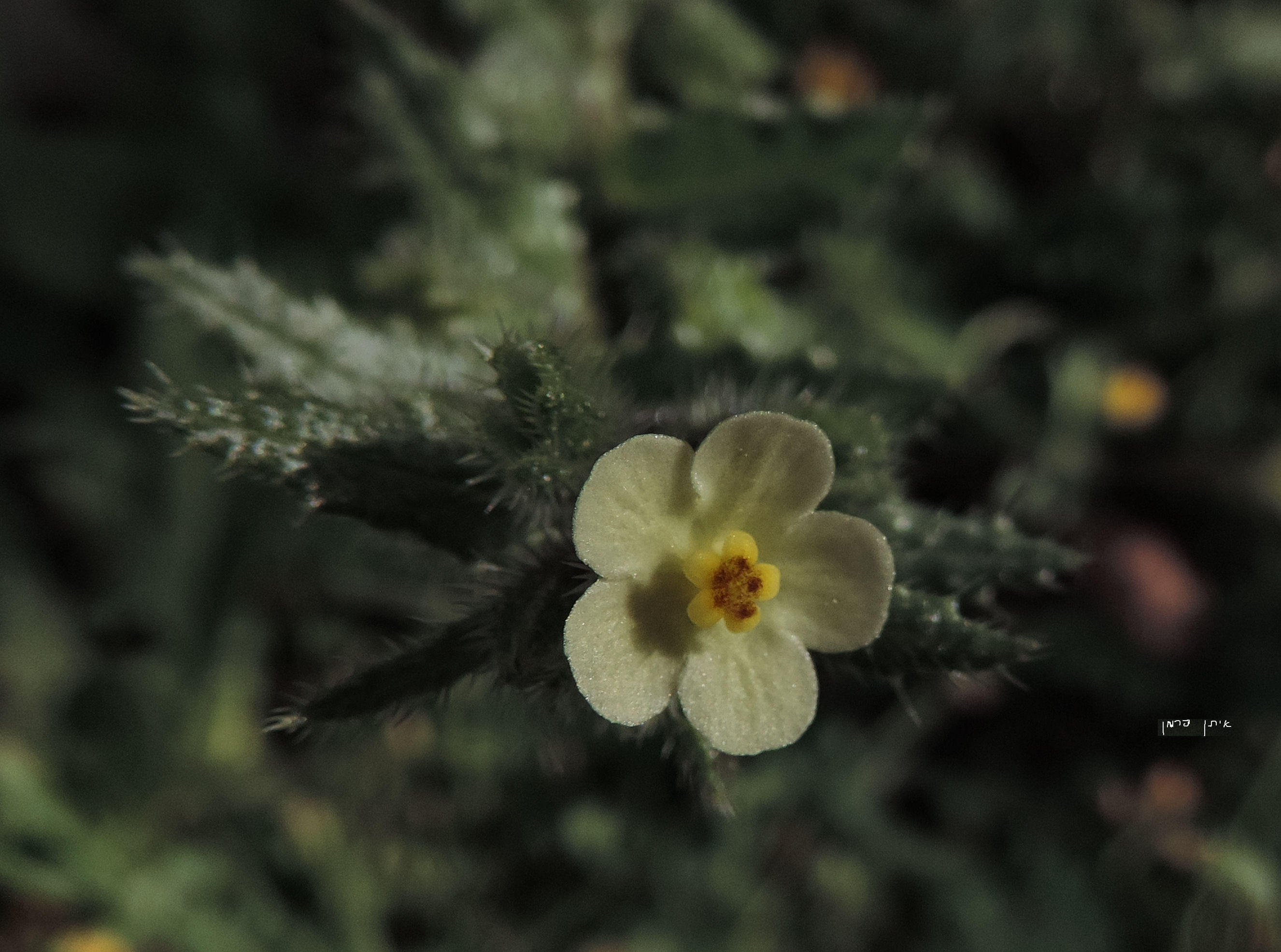
Blüte mit den Anhänseln im Zentrum

Die Ägyptische Ochsenzunge ist eine einjährige Pflanze, die 5 bis über 40 Zentimeter hoch wird. Der Wuchs ist niederliegend bis aufsteigend, sie ist vom Grunde an verzweigt und auch die Seitenäste sind aufsteigend. Die Stängel sind borstig. Die Laubblätter sind lanzettlich bis verkehrt-eiförmig; die unteren sind gestielt, die oberen sitzend. Sie sind 2–12 Zentimeter lang und 1–5 Zentimeter breit, borstig, stachelig gezähnt und auf der Spreite mit großen weißen Höckern besetzt. Die kleinen Blüten stehen in lockeren und wenigblütigen Blütenständen. Die kurzen und borstigen Blütenstiele sind etwas kürzer als der Kelch; sie verlängern sich und krümmen sich zur Fruchtzeit. Die stieltellerförmige Blütenkrone, mit leicht behaarten und nach außen gekrümmten Schuppen, Anhänseln am Schlund, ist blassgelb und schwach ungleich fünflappig. Der Saum ist etwa 5–6 Millimeter breit, die kurze Blütenröhre ist nahezu gerade und etwas gleich lang wie der fast bis zum Grund zerteilte, borstige Kelch mit schmalen Zipfeln. Die Staubblätter sind sehr kurz und unten in der Kronröhre.
Die Blütezeit ist Februar bis Mai. Es werden Klausenfrüchte im beständigen Kelch gebildet.
Die Chromosomenzahl ist 2n = 16.

## Verbreitung
Die Ägyptische Ochsenzunge kommt im östlichen Mittelmeergebiet, in Vorderasien und auf der Arabischen Halbinsel vor. Bisher lag der westlichste Vorposten in Tunesien, doch neu wurde die Art in Spanien entdeckt. Auch in der Türkei kommt sie vor. Die Art wächst an Sandstränden, in der Garigue und auf Ruderalflächen.

## Taxonomie
Die Ägyptische Ochsenzunge wurde von Carl von Linné als Lycopsis aegyptiaca in Sp. Pl.: 138, 1753 erstbeschrieben. Sie wurde von Alphonse Louis Pierre Pyrame de Candolle in Prodr. 10:48, 1846 als Anchusa aegyptiaca (L.) A.DC. in die Gattung Anchusa gestellt.